# Samotna w wielkim mieście
Samotna w wielkim mieście – siódma płyta Kasi Kowalskiej wydana 13 września 2004 roku.
6 grudnia 2004 roku została wydana świąteczna edycja albumu, wzbogacona o piosenkę "Magia tych Świąt", którą Kasia wykonała po raz pierwszy na charytatywnym koncercie "Święta, święta", z którego dochód przeznaczony był na pomoc Polskiej Akcji Humanitarnej. Na dołączonym singlu, prócz wspomnianego utworu, znalazł się jeszcze m.in. film z pobytu Kasi w Tokio.
23 marca 2005 r. album uzyskał status złotej płyty.

## Lista utworów
1. "Ciesz się tym dniem" (muz. S. Piekarek, sł. K. Kowalska) – 3:58
2. "Samotnie spędzę noc" (muz. M. Grymuza, sł. K. Kowalska) – 4:29
3. "Filiżanka prawdy" (muz. M. Grymuza, sł. K. Kowalska) – 3:37
4. "To co dobre" (muz. Z. Zioło, sł. K. Kowalska) – 3:35
5. "Świat otępiały" (muz. S. Piekarek, K. Patocki, M. Koczot, sł. K. Kowalska) – 4:48
6. "Prowadź mnie" (muz. Z. Zioło, sł. K. Kowalska) – 4:14
7. "Korowody marzeń" (muz. M. Grymuza, sł. K. Kowalska) – 3:21
8. "Wilczy apetyt" (muz. M. Grymuza, sł. K. Kowalska) – 3:43
9. "Domek z kart" (muz. M. Grymuza, sł. K. Kowalska) – 3:59
10. "Masochizm serc" (muz. M. Grymuza, sł. K. Kowalska) – 3:32
11. "Dokąd mam biec" (muz. M. Grymuza, sł. K. Kowalska) – 9:22

CD 2 (dołączona do reedycji albumu):
1. "Ave Maria" – 3:17
2. "Magia tych świąt" – 3:47
3. "Jesteś odrobiną szczęścia" – 4:30
4. "Video z Japonii"

## Listy przebojów
| 2004 | To co dobre      | 1 | 1  | 8  |
| 2004 | Prowadź mnie     | 1 | 33 | 41 |
| 2004 | Magia tych świąt | - | -  | -  |
| 2005 | Domek z kart     | 1 | 41 | 36 |

## Teledyski
Źródło.
- To co dobre (2004)
- Prowadź mnie (2004)

## Twórcy
Źródło.
- Kasia Kowalska - wokale, chórki, harminijka
- Michał Grymuza - gitary, chórki, programowanie
- Wojtek Olszak - fortepian, hammond, programowanie, instrumenty klawiszowe, tamburyn
- Wojtek Pilichowski - bas
- Krzysztof Patocki - perkusja
- Rafał Dziubiński - instrumenty perkusyjne
- Marcin Nowakowski - flet
- Michał Dąbrówka - perkusja

Personel
- Produkcja muzyczna i aranżacja - Michał Grymuza
- Dodatkowa aranżacja chórków - Kasia Kowalska
- Realizacja nagrań i mix - Wojtek Olszak
- Asystent realizatora - Łukasz Błasiński
- Nagrano i zmiksowano w Woobie Doobie Studio
- Mastering - Grzegorz Piwkowski w High End Audio

## Sprzedaż
| Lista | Kraj   | Pozycja |
| ----- | ------ | ------- |
| OLiS  | Polska | 1       |